# Чувашково
Чува́шково (рос. Чувашково) — село у складі Красноуфімського міського округу (Натальїнськ) Свердловської області.
Населення — 488 осіб (2010, 519 у 2002).
Національний склад станом на 2002 рік: росіяни — 92 %.